# Saint Omer (Film)
Saint Omer ist ein französisches Filmdrama von Alice Diop. Es feierte seine Premiere am 7. September 2022 bei den Internationalen Filmfestspielen von Venedig, bei denen der Film im Wettbewerb um den Goldenen Löwen konkurrierte. Im März 2023 kam er in die deutschen Kinos.
Das Werk wurde durch einen im Jahr 2013 in Frankreich begangenen Kindsmord inspiriert. Saint Omer wurde von Frankreich als Beitrag für die Oscarverleihung 2023 als bester Internationaler Film eingereicht.

## Handlung
Die Professorin und Schriftstellerin Rama reist nach Saint-Omer, einer Stadt in Nordfrankreich, um dem Prozess gegen Laurence Coly beizuwohnen. Diese ist eine 1980 in Dakar geborene Studentin und lebt in einem Vorort von Paris. Coly wird beschuldigt, ihre 15 Monate alte Tochter ermordet zu haben, indem sie sie eines Nachts in Berck am Strand zurückgelassen hat, als die Flut hereinbrach. Rama will aus ihrer Geschichte ein Buch mit dem Titel Médée naufragée machen, eine zeitgemäße Nacherzählung des Medea-Mythos. Sie ist selbst im vierten Monat schwanger.
Fasziniert beobachtet sie den Prozess, in dem die Lebensgeschichte der Angeklagten enthüllt wird und der ihr ihre eigene Familienvergangenheit vor Augen führt und ihrer baldigen Mutterschaft einen Spiegel vorhält. Laurence erfuhr eine strenge Erziehung im Senegal. Nach ihrer Übersiedlung nach Europa begann sie sich allmählich von ihrer Familie und der Gesellschaft zu isolieren. Laurence erfuhr Traumata durch Rassismus und emotionale Manipulation, die nie aufgearbeitet wurden. Dies kulminierte in den heimtückischen Mord an ihrer Tochter.

## Themen und Motive

### Medea-Mythos
Medea, die zauberkundige Tochter des Königs Aietes von Kolchis, ist eine Frauengestalt der griechischen Mythologie und zählte als Enkelin des Sonnengottes zu den Unsterblichen. Medea wird von ihrem Mann Jason, für den sie ihre eigene Familie zurückgelassen und verraten hatte, verstoßen und rächt sich grausam, wobei sie auch ihre eigenen Kinder tötet.

### Kabou-Affäre
Der im Film geschilderte Kindsmord nimmt Bezug auf die in Frankreich bekannte „Kabou-Affäre“ bzw. „Adélaïde-Affäre“. Am 19. November 2013 reiste die 36-jährige Fabienne Kabou mit ihrer 15 Monate alten Tochter Adélaïde, „Ada“ genannt, mit dem Zug von Paris an den Badeort Berck bei Calais. Die ehemalige Philosophiestudentin senegalesischer Abstammung, die zuletzt arbeitslos war, bezog ein Zimmer in einem Hotel am Strand und erkundigte sich nach den Gezeiten. Der Ort ist bekannt für seine starke Flut und seine kräftigen Winde. Einen Tag später checkte Kabou allein aus dem Hotel aus und gab dem Hotelpersonal an, dass der Kindsvater Adélaïde zuvor abgeholt hätte. Einige Tage später fanden Krabbenfischer den Leichnam von Adélaïde, den sie als „Kleine Prinzessin von Berck“ betitelten. Über die Hinweise des Hotelbesitzers, der Kabous Namen versehentlich mit „C“ am Anfang geschrieben hatte, und ein Fahndungsbild aus einer Bahnhofskamera in Paris konnte die Mutter gefasst werden. Im Verlauf der Ermittlungen stellte sich heraus, dass Kabou ihre noch lebende Tochter samt Kinderwagen am Tag ihrer Ankunft in Berck gegen circa 21 Uhr auf dem dortigen Sandstrand abgestellt hatte, bevor sie flüchtete und die Flut kam. Den Tag darauf kehrte sie nach Paris zu ihrem langjährigen Lebensgefährten zurück, einem 63-jährigen Künstler. Kabou gab an, Adélaïde über alles geliebt zu haben, jedoch habe sie den Alltag mit ihr nicht bewältigen können. Das Kind sei unvereinbar mit ihrer Liebesbeziehung gewesen.
Im Juni 2016 wurde Kabou von einem Schwurgericht in Saint-Omer wegen Mordes zu einer Haftstrafe von 20 Jahren verurteilt. Vor Gericht gab sie an, für ihre Tat „keine andere Erklärung als Hexerei“ zu haben. „Ich wurde von etwas gedrängt, ich hatte keine Wahl“, so die Angeklagte. In der Vergangenheit hatte Kabou 40.000 Euro für Wunderheiler ausgegeben. Mehrere Gutachter bescheinigten ihr psychische Probleme, über deren Ausmaß aber Uneinigkeit herrschte. Gleichwohl sprachen alle Experten von einer Einschränkung des Urteilsvermögens Kabous zum Tatzeitpunkt. Das Gericht hielt dies in seinem Urteil fest und ordnete eine psychiatrische Behandlung der Verurteilten im Gefängnis an. Beobachter zeigten sich schockiert von der Distanziertheit und Gleichgültigkeit, die Kabou während der Gerichtsverhandlung zeigte. Regisseurin Alice Diop verfolgte den Prozess und war eigenen Angaben zufolge bei der Urteilsverkündung im Gerichtssaal anwesend.

## Produktion

### Filmstab, Besetzung und Synchronisation

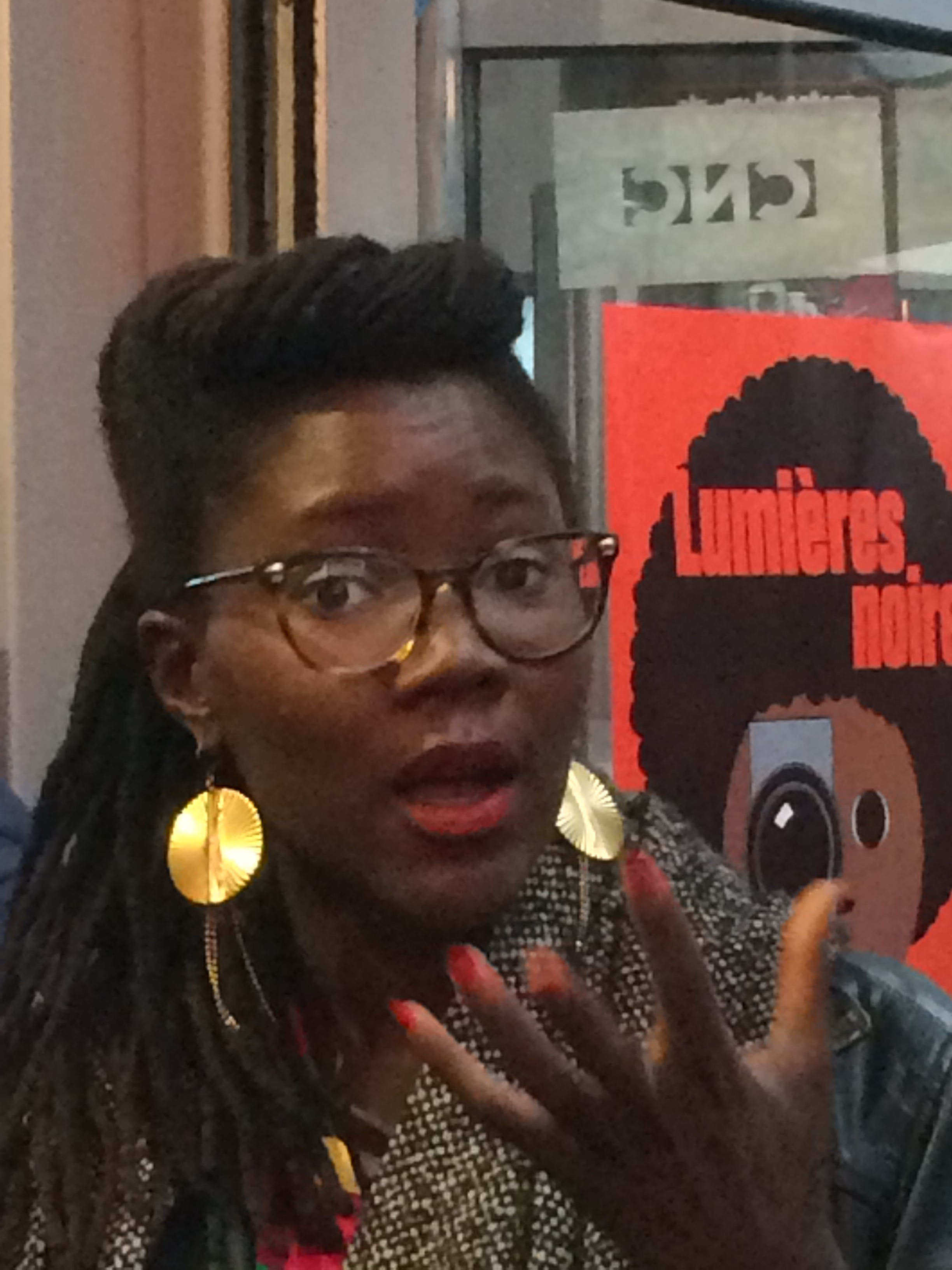
Regie führte Alice Diop

Regie führte Alice Diop, die gemeinsam mit ihrer Editorin Amrita David und der französischen Schriftstellerin Marie NDiaye auch das Drehbuch schrieb. Es handelt sich bei Saint Omer nach Dokumentarfilmen wie La mort de Danton, La permanence und Wir um Diops Spielfilmdebüt. NDiaye hatte bereits das Drehbuch für den Film White Material von Claire Denis geschrieben.
Die multidisziplinäre Künstlerin Kayije Kagame spielt die Romanautorin Rama. Für diese Rolle wurde Kagame von der Académie des César zu einer der 31 Révélations 2023 (im Jahr 2022 in Erscheinung getretenen, neuen Gesichtern des französischen Kinos) bestimmt. Guslagie Malanda spielt die von ihr im Gerichtsprozess beobachtete Laurence Coly. Thomas de Pourquery ist in der Rolle von Ramas Ehemann Adrien zu sehen.
Die deutsche Synchronisation entstand nach der Dialogregie von Till Endemann im Auftrag der DMT Digital Media Technologie GmbH, Hamburg.

### Dreharbeiten und Filmschnitt
Als Kamerafrau fungierte Claire Mathon, die zuletzt mit Mati Diop, Pablo Larraín und Céline Sciamma zusammengearbeitet hatte. Als hauptverantwortliche Editorin war übereinstimmenden offiziellen Angaben zufolge Amrita David allein an dem Filmprojekt beteiligt.

### Veröffentlichung
Die Premiere erfolgte am 7. September 2022 bei den Internationalen Filmfestspielen von Venedig, wo Saint Omer im Wettbewerb um den Goldenen Löwen konkurrierte. Ebenfalls im September 2022 wurde der Film beim Toronto International Film Festival gezeigt. Im Oktober 2022 wurde er beim New York Film Festival, beim London Film Festival, beim Chicago International Film Festival, beim Busan International Film Festival und der Viennale vorgestellt. Im November erfolgten Vorführungen beim AFI Fest, beim Internationalen Filmfestival von Stockholm und beim Cairo International Film Festival. Der Kinostart in Frankreich fand am 23. November 2022 im Verleih von Les Films du losange statt. Die Deutschland-Premiere erfolgte Ende desselben Monats in Berlin während der vom Institut français d’Allemagne veranstalteten Französischen Filmwoche. Eine weitere Präsentation gab es im Rahmen des Festivals Around the World in 14 Films. Ebenfalls im Dezember 2022 erfolgten Vorstellungen beim Red Sea International Film Festival. Im Januar 2023 wurde der Film beim Palm Springs International Film Festival gezeigt. Am 2. März 2023 kam er in die Kinos in der Deutschschweiz. Der Kinostart in Deutschland erfolgte am 9. März 2023. Zwischen Juli und September 2023 wurde Saint Omer im Rahmen des New Zealand International Film Festivals gezeigt.

## Rezeption

### Kritiken
Von den bei Rotten Tomatoes aufgeführten Kritiken sind 94 Prozent positiv bei einer durchschnittlichen Bewertung mit 8,2 von 10 möglichen Punkten. Auf Metacritic erhielt der Film einen Metascore von 91 von 100 möglichen Punkten.
Lovia Gyarkye von The Hollywood Reporter schreibt, Saint Omer mag Fiktion sein, aber Diop weiche mit dem Film nicht zu weit von ihren dokumentarischen Wurzeln ab, er bewahre selbst in seinen angespanntesten Momenten einen Sinn für Naturalismus. Diops Regiestil sei eher beobachtend, als würde sie die Wirkung ihres Drehbuchs auf ihre Darsteller beobachten und aufzeichnen.
Sophie Monks Kaufmann von IndieWire schreibt, die Kamera liebe Kayije Kagame, deren Eleganz sogar eine Jeans wie Haute Couture wirken lasse. Ihre Gelassenheit verleihe ihr eine willkommene Anmut, während sich der Gerichtsprozess entfaltet und die erschütternden Details der Geschichte an die Oberfläche kommen. Malanga ihrerseits sei sehr still, und mit dem kastanienfarbenen Oberteil, in dem sie an der immer gleichen Stelle an einem Ort verharrt, entschuldige sich aber niemals. Obwohl ein fiktionales Werk, sei Saint Omer in seinen Belangen stark dokumentarisch, und die Fragen, die der Film aufwirft, forderten das Publikum heraus.
Fabien Lemercier vom Online-Filmmagazin Cineuropa erklärt Saint Omer lüfte den Schleier über der „Geschichte einer Geisterfrau, die niemand kennt“ und arbeite mit Feingefühl an der Distanziertheit und an den Vorurteilen gegenüber einem Verbrechen, das über jedes Verständnis hinausgeht. Seine Undurchsichtigkeit sei die Stärke dieses herrischen, aber kryptischen Films, der seinen beunruhigenden Protagonisten perfekt widerspiegele.
Björn Schneider schreibt in seiner Funktion als Filmkorrespondent der Gilde deutscher Filmkunsttheater, eine besonders interessante charakterliche Entwicklung mache Rama durch, die zunächst ebenso schnell urteile wie viele andere, im Zuge der Verhandlung jedoch immer mehr Gemeinsamkeiten zwischen sich und der Angeklagten erkenne. Diese spannend ausformulierte Spiegelung der Lebenswege und Biographien der zwei Hauptcharaktere zähle zu den interessantesten Elementen dieses, gleichsam Esoterik, mystische Frauengestalten und religiöse Themen miteinbeziehenden Justiz-Thrillers.

### Auszeichnungen
Saint Omer wurde von Frankreich als Beitrag für die Oscarverleihung 2023 in der Kategorie Bester Internationaler Film eingereicht. Im Folgenden eine Auswahl weiterer Auszeichnungen und Nominierungen.
African-American Film Critics Association Awards 2022
- Auszeichnung als Bester internationaler Film[38]

Alliance of Women Film Journalists Awards 2023
- Nominierung als Bester nichtenglischsprachiger Film[39]

Black Reel Awards 2023
- Auszeichnung als Bester fremdsprachiger Film[40]

César 2023
- Auszeichnung als Bester Debütfilm
- Nominierung für das Beste Drehbuch (Alice Diop, Amrita David und Marie Ndiaye)
- Nominierung als Beste Nachwuchsdarstellerin (Guslagie Malanda)
- Nominierung für die Beste Kamera (Claire Mathon)

Chicago International Film Festival 2022
- Nominierung im internationalen Wettbewerb
- Auszeichnung mit dem Silver Hugo für das Beste Drehbuch (Alice Diop, Amrita David, Zoé Galeron und Marie NDiaye)[41]

Chicago Film Critics Association Awards 2022
- Nominierung als Bester fremdsprachiger Film
- Nominierung als Most Promising Filmmaker (Alice Diop)[42]

Directors Guild of America Awards 2023
- Nominierung für das Beste Regiedebüt (Alice Diop)[43]

Europäischer Filmpreis 2022
- Nominierung für die Beste Regie (Alice Diop)

Festival de Cine Europeo de Sevilla 2022
- Auszeichnung als Bester Film mit dem Golden Giraldillo[44]

Film Fest Gent 2022
- Auszeichnung mit dem Großen Preis im Wettbewerb[45]

Geneva International Film Festival 2022
- Auszeichnung als Bester Spielfilm mit dem Reflet d’Or (Alice Diop)[46]

Gotham Awards 2022
- Nominierung als Bester internationaler Spielfilm[47]

Independent Spirit Awards 2023
- Nominierung als Bester internationaler Film[48]

Internationales Filmfestival von Stockholm 2022
- Nominierung im Hauptwettbewerb[24]

Internationale Filmfestspiele von Venedig 2022
- Nominierung für den Goldenen Löwen (Alice Diop)
- Auszeichnung mit dem Großen Preis der Jury
- Auszeichnung mit der Goldenen Musa
- Auszeichnung mit dem Edipo Re Award
- Auszeichnung als Bester Debütfilm mit dem Lion of the Future Award[49]

London Critics’ Circle Film Awards 2023
- Nominierung als Bester Film
- Nominierung als Bester fremdsprachiger Film
- Nominierung als Beste Nebendarstellerin (Guslagie Malanda)[50]

London Film Festival 2022
- Nominierung im Offiziellen Wettbewerb[19]

Los Angeles Film Critics Association Awards 2022
- Runner-up in der Kategorie Bester fremdsprachiger Film[51]

Louis-Delluc-Preis 2022
- Auszeichnung als Bester französischer Film des Jahres[52]

National Board of Review Awards 2022
- Aufnahme in die Top Ten der internationalen Filme[53]

Online Film Critics Society Awards 2023
- Nominierung als Bester Debütfilm (Alice Diop)[54]

Palm Springs International Film Festival 2023
- Auszeichnung als Bester Film mit dem FIPRESCI-Preis im Internationalen Wettbewerb[55]

Prix Lumières 2023
- Nominierung als Bester Film
- Nominierung für das Beste Drehbuch (Alice Diop und Marie NDiaye)
- Nominierung als Beste Nachwuchsdarstellerin (Guslagie Malanda)
- Nominierung für die Beste Kamera (Claire Mathon)